# Witte de With (Schiff, 1930)
Die Witte de With (Kennung: WW) war ein niederländischer Zerstörer der Admiralen-Klasse, der in den 1920er Jahren für die Königlich Niederländischen Marine gebaut wurde. Der Zerstörer diente in den Gewässern von Niederländisch-Indien und nahm ab 1941 am Pazifikkrieg gegen das Japanische Kaiserreich teil.
Die Witte de With wurde unmittelbar nach der Schlacht in der Javasee am 2. März 1942 nach einem Fliegerbombentreffer selbstversenkt.

## Bau und Klasse
Mitte der 1920er Jahre wollten die Niederlande moderne Zerstörer für den Einsatz in ihrem ostindischen Kolonialreich beschaffen, die die veralteten Zerstörer der Roofdier-Klasse ersetzen sollten. Die Neubauten wurden bei niederländischen Werften nach einem Entwurf der britischen Werft Yarrows in Glasgow bestellt, die nach einem sehr ähnlichen Entwurf mit der Ambuscade einen der Prototypen für die künftigen Zerstörer der britischen Royal Navy 1924 bis 1927 baute. Insgesamt wurden zwei Baulose mit je vier Schiffen fertiggestellt, wobei sich die Baulose geringfügig in Bewaffnung und Reichweite unterschieden.
Für den Dienst in den Kolonien erhielten die Zerstörer ein Wasserflugzeug, jedoch kein Katapult. Während des Zweiten Weltkriegs wurden die Zerstörer zum Teil modernisiert und das Flugzeug von Bord genommen.
Das Schiff wurde am 28. Mai 1927 von der Schiffswerft Wilton-Fijenoord in Schiedam auf Kiel gelegt und lief am 11. September 1928 vom Stapel. Sie war das zweite Schiff des zweiten Bauloses dieser Klasse, zu dem drei weitere Schiffe gehörten. Benannt war die Witte de With, wie ihre Schwesterschiffe Van Galen, Banckert und Van Nes, nach bekannten niederländischen Admiralen. Namensgebend war hier der niederländische Freibeuter und Admiral Witte de With aus dem niederländischen Goldenen Zeitalter.

### Bewaffnung
Die niederländischen Neubauten erhielten mit vier 12,0-cm-Kanonen eine gleichartige Hauptbewaffnung wie die britischen Neubauten. Allerdings handelte es sich um Waffen des schwedischen Herstellers Bofors, die in den Niederlanden in Lizenz gebaut wurden. Je zwei wurden an Bug und Heck sich überschießend angeordnet. Gleicher Herkunft waren zwei 7,5-cm-Flugabwehrkanonen, die auf gleicher Höhe auf einer Plattform zwischen den Schornsteinen installiert wurden. Die Flugabwehrbewaffnung ergänzten vier schwere 12,7-mm-Maschinengewehre der Bauart Browning M2 an den Seiten des Brückenhauses. Dazu kam noch die Bewaffnung mit sechs 53,3-cm-Torpedorohren, die hintereinander mittschiffs in zwei Drillingssätzen hinter den Schornsteinen und vor dem hinteren Deckshaus mit der erhöhten Heckkanone eingebaut wurden.
Eine Besonderheit des zweiten Bauloses waren vier zusätzliche Vickers-Mitrailleur-4,0-cm-Maschinenkanonen, mit denen folgerichtig auch die Witte de With ausgestattet war.
Vorbereitet waren die Schiffe auch für einen Einsatz als Minenleger. Sie erhielten für einen derartigen Einsatz zwei Schienen vom hinteren Deckshaus bis zu den Abwurfluken kurz vor dem Heck. Zur Abwehr von U-Booten wurden die Zerstörer später auch mit zwölf Wasserbomben und vier Werfern ausgerüstet.
Das Flugzeug vom Typ Fokker C.VII-W wurde auf einer Plattform über dem hinteren Torpedorohrsatz transportiert. Auf der Scheinwerferplattform befand sich ein Mast mit einem Ladebaum, um das Flugzeug zum Start auf das Wasser zu setzen oder wieder an Bord zunehmen.
Neben der Van Ghent war die Witte de With ab 1941 mit dem ASDIC ausgestattet.

## Einsatzgeschichte
Die Koninklijke Marine stellte die Witte de With am 20. Februar 1930 in Dienst. Am 16. November 1935 besuchten Witte de With, ihre Schwesterschiff Van Galen und der Leichte Kreuzer Sumatra Saigon. Am 23. August 1936 nahmen Sumatra, ihre Schwesterschiff Java und die Zerstörer Van Galen, Witte de With und Piet Hein bei den Flottentagen in Surabaya teil. Am 13. November 1936 nahm die Witte de With zusammen mit den Leichten Kreuzern Sumatra und Java sowie den weiteren Zerstörern Evertsen und Piet Hein an einem Flottenbesuch in Singapur teil. Der Besuch fand im Anschluss an Manöver im Südchinesischen Meer statt.

### Zweiter Weltkrieg
Nach dem Kriegseintritt der Niederlande gegen das Japanische Kaiserreich am 8. Dezember 1941 sollte das Schiff an den Kämpfen gegen die japanischen Invasionsstreitkräfte teilnehmen und wurde der alliierten ABDA-Flotte unter dem US-amerikanischen Admiral Thomas C. Hart in Tjilatjap zugeteilt. Schiffskommandant war Lieutenant Commander Pieter Schotel.
Am 27. und 28. Februar 1942 war das Schiff an der Schlacht in der Javasee beteiligt, musste sich aber vor den überlegenen japanischen Kräften zurückziehen und geleitete den durch Artillerietreffer schwer beschädigten britischen Schweren Kreuzer Exeter nach Surabaya. Die Witte de With wurde dort bei einem japanischen Luftangriff am 1. März 1942 durch eine Fliegerbombe beschädigt. Am nächsten Tag wurde das Schiff zusammen mit der Banckert und dem US-Zerstörer Stewart von den Alliierten selbst versenkt, um eine Übernahme durch die japanische Marine, da die Invasion auf Java unmittelbar bevorstand, zu verhindern. Bei der Mannschaft der Witte de Witt gab es keine Verluste.